# Condado de Ford (Kansas)
El condado de Ford (en inglés, Ford County) es un condado del estado de Kansas, Estados Unidos. Tiene una población estimada, a mediados de 2021, de 34 159 habitantes.
La sede del condado es Dodge City.
El condado fue fundado el 26 de febrero de 1867 y su nombre es en homenaje a James Hobart Ford, un general de la Unión durante la Guerra de Secesión.

## Geografía
Según la Oficina del Censo, el condado tiene un área total de 2847 km², de la cual 2.845 km² son tierra y 2 km² son agua.

### Condados adyacentes
- Condado de Hodgeman (norte)
- Condado de Edwards (noreste)
- Condado de Kiowa (este)
- Condado de Clark (sur)
- Condado de Meade (suroeste)
- Condado de Gray (oeste)

## Demografía

### Censo de 2020
Según el censo de 2020, en ese momento había 34 287 habitantes y 12 550 hogares en el condado. La densidad de población era de 12/km². El 50.07% de los habitantes eran blancos, el 2.85% eran afroamericanos, el 2.20% eran amerindios, el 1.22% eran asiáticos, el 0.04% eran isleños del Pacífico, el 24.53% eran de otras razas y el 19.10% eran de una mezcla de razas. Del total de la población, el 57.36% eran hispanos o latinos de cualquier raza.

### Censo de 2000
Según el  censo de 2000, en ese momento había 32.458 personas, 10.852 hogares y 7.856 familias en el condado. La densidad poblacional era de 30 personas por milla cuadrada (11/km²). Había 11.650 unidades habitacionales en una densidad de 11 por milla cuadrada (4/km²). La demografía del condado era: 74,85% blancos, 1,62% afroamericanos, 0,63% amerindios, 2,05% asiáticos, 0,12% isleños del Pacífico, 18,17% de otras razas y 2,56% de dos o más razas. El 37,68% de la población era de origen hispano o latino de cualquier raza. 
Los ingresos medios de los hogares del condado eran de $37.860 y los ingresos medios de las familias eran de $42.734. Los hombres tenían ingreso medios por $27.189 frente a los $22.165 que percibían las mujeres. Los ingresos per cápita para el condado eran de $15.721. Aproximadamente el 12,40% de la población estaba bajo el umbral de pobreza nacional.

## Principales localidades
| - Bloom - Bucklin - Dodge City - Ford - Fort Dodge - Spearville - Windthorst - Wright |